# В череві кита
«В череві кита» (англ. Whalefall) — майбутній американський трилер режисера Браяна Даффілда, заснований на романі «Whalefall» Деніела Крауса.

## Синопсис
Аквалангіст, який шукає останки свого батька в океані, потрапляє в шлунок кашалота і має лише годину, щоб знайти спосіб врятуватися.

## Акторський склад
| Актор        | Роль                      |
| ------------ | ------------------------- |
| Остін Абрамс | Джей Гардінер аквалангіст |
| Джош Бролін  | Мітт Гардінер батька Джея |
| Елізабет Шу  |                           |
| Джон Ортіс   |                           |
| Джейн Леві   |                           |
| Емілі Радд   |                           |

## Виробництво
У серпні 2023 року, безпосередньо перед публікацією книги, Imagine Entertainment оголосила, що уклала попередню угоду про права на екранізацію «Whalefall». У березні 2024 року 20th Century Studios виграла тендер на дистрибуцію роману Деніела Крауса та призначила Браяна Даффілда режисером і співавтором сценарію. Наступного року на головну роль був запрошений Остін Абрамс, а Джош Бролін розпочав переговори про участь у фільмі. У червні було підтверджено участь Броліна, а до акторського складу додалися Елізабет Шу, Джон Ортіс, Джейн Леві та Емілі Радд.
Виробництво отримало податкову пільгу для зйомок у Каліфорнії, а основні зйомки розпочалися 9 червня 2025 року. Оператор-постановник — Аарон Мортон, який раніше співпрацював з Даффілдом над фільмом «Ніхто тебе не врятує». Сцени знімалися на півострові Монтерей 17 червня.

## Реліз
Вихід фільму у Сполучених Штатах заплановано на 16 жовтня 2026 року.